# NGC 4782
NGC 4782 (również PGC 43924) – galaktyka eliptyczna (E), znajdująca się w gwiazdozbiorze Kruka. Odkrył ją William Herschel 27 marca 1786 roku. Jest w trakcie kolizji z sąsiednią NGC 4783.
W galaktyce tej zaobserwowano supernową SN 2015B.